# Rijksgouw Danzig-West-Pruisen
De Rijksgouw Danzig-West-Pruisen (Duits: Reichsgau Danzig-Westpreußen) was een nieuwe provincie in nazi-Duitsland ingericht op 8 oktober 1939 op het, na de bezetting van Polen ingelijfde, grondgebied van Danzig, het Woiwodschap Pommeren (1919-1939) en de regio Marienwerder. Danzig was voormalig, dat wil zeggen voor 1919, Duits grondgebied maar werd daarna tot vrije stad verklaard onder toezicht van de Volkenbond. Het woiwodschap Pommeren omvatte het grootste deel van de voormalige Duitse provincie West-Pruisen, die in 1919, na de Eerste Wereldoorlog door Duitsland afgestaan moest worden aan Polen, en als een zogenaamde Poolse Corridor naar de Oostzee fungeerde. Marienwerder (na 1945 Kwidzyn) was een klein deel van de voormalige Duitse provincie West-Pruisen, dat in 1919 bij Duitsland was gelaten en toen bij Oost-Pruisen werd gevoegd.
Vóór 2 november 1939 heette het gebied korte tijd Rijksgouw West-Pruisen.